# Dracula Untold
Dracula Untold is een Amerikaanse actie-horrorfilm uit 2014. De film werd geregisseerd door Gary Shore en uitgebracht in 2D en IMAX 3D. Het verhaal gaat over het hoofdpersonage uit de roman Dracula van Bram Stoker. De film speelt zich af voor het boek en creëert een ontstaansgeschiedenis waarin het titelpersonage voortkomt uit de persoon waarop Stoker hem baseerde, Vlad Dracula. De opnames vonden plaats van augustus 2013 tot november 2013 in Noord-Ierland.
Dracula Untold won onder meer Saturn Awards voor beste horrorfilm en beste kostuums.

## Verhaal

### Proloog
Vlad Drăculea was in de vijftiende eeuw een van duizend jongetjes uit zijn land die werden opgeëist door de sultan van het Ottomaanse Rijk om opgeleid te worden tot janitsaar. Hij groeide uit tot de meest angstaanjagende krijger in hun rangen en doodde duizenden vijanden. Zijn daden vervulden na verloop van tijd ook hemzelf met afschuw. Hij keerde daarom terug naar zijn geboortegrond om daar eer- en vreedzaam te regeren als prins van Walachije en Transsylvanië. Hij woont hier met zijn vrouw Mirena en hun zoon Ingeras.

### Plot
Vlad en een paar van zijn mannen treffen de helm van een Ottomaanse soldaat aan in een stroompje op zijn grondgebied. Ze volgen het water tot Broken Tooth Mountain. Hierin bevindt zich een grot gevuld met vermorzelde menselijke botten. Binnen worden zijn mannen vermoord door een bovennatuurlijk snel en sterk wezen. Hijzelf ontkomt net. Een monnik vertelt Vlad dat het wezen een vampier is. Dit was ooit een Romeinse man die zijn vermogens kreeg van een demon. Als gevolg hiervan kwam hij gevangen te zitten in de grot.
Sultan Mehmet II eist 1000 jongetjes van Vlad om net als hem destijds te worden opgeleid tot Ottomaans soldaat. Wanneer hij Mehmet II zichzelf aanbiedt in plaats van de kinderen, verhoogt die zijn eis tot 1000 jongetjes plus Vlads zoon Ingeras. Hij weigert. Vlad beseft dat Mehmet II hem de oorlog gaat verklaren en een veel groter leger heeft. Daarom bezoekt hij opnieuw de grot. Hij sluit een akkoord met het wezen en krijgt drie dagen de vermogens van een vampier. Als hij in die tijd de drang om bloed te drinken weerstaat, wordt hij weer mens. Zo niet, dan blijft hij voor altijd vampier. Het wezen zal dan vrij zijn om de grot te verlaten.
Na zijn transformatie is Vlad bovennatuurlijk snel en sterk en beschikt hij over een veel beter zicht en gehoor. Daarnaast kan hij zichzelf veranderen in een kolonie vleermuizen. Zodra de troepen van Mehmet aanvallen, slaat hij ze in zijn eentje neer. Mehmet keert terug met meer mensen. Zijn leger doodt een groot deel van Vlads volk. Ze nemen Ingeras mee en duwen Mirena van een kloostermuur. Vlads 72 uur zijn bijna voorbij. Voor ze sterft vraagt Mirena hem daarom om haar bloed te drinken zodat hij hun zoon kan bevrijden. Vlad stemt in. De oude vampier is vrij om de grot te verlaten en drijft met een handgebaar de wolken voor de zon. Vlad verandert de overlevers onder zijn volk ook in vampiers. Samen met hen verscheurt hij Mehmets troepen. Hoewel Mehmet zijn vermogens intoomt in een omgeving vol zilver, doodt Vlad ook hem. Hij geeft Ingeras mee aan monnik Lucian, voor de andere vampiers ook de jongen vermoorden. Daarna drijft hij de wolken voor de zon weg, waardoor de vampiers en hij verbranden. Een man genaamd Shkelgim laat Vlad van zijn bloed drinken. Hierdoor overleeft hij.

### Epiloog
Vlad loopt in de eenentwintigste eeuw een vrouw tegen het lijf die sprekend op Mirena lijkt. Hij raakt met haar aan de praat, waarna ze zich voorstelt als Mina. De oude vampier volgt de twee op een afstand.

## Rolverdeling
| Acteur             | Personage                                |
| ------------------ | ---------------------------------------- |
| Luke Evans         | Prins Vlad Tepes III / Dracula           |
| Dominic Cooper     | Sultan Mehmed II                         |
| Sarah Gadon        | Mirena / Mina                            |
| Zach McGowan       | Shkelgim                                 |
| Art Parkinson      | Ingeras                                  |
| Charles Dance      | Meestervampier                           |
| Paul Kaye          | Broeder Lucian                           |
| Joseph Long        | Generaal Omer                            |
| Noah Huntley       | Kapitein Petru                           |
| Ronan Vibert       | Simion                                   |
| Diarmaid Murtagh   | Dumitru                                  |
| Ferdinand Kingsley | Hamza Bey                                |
| Thor Kristjansson  | Bright Eyes                              |
| Jakub Gierszal     | Acemi                                    |
| Dilan Gwyn         | Gouvernante                              |
| William Houston    | Cazan                                    |
| Ruth Baxter        | Mirena's dienstmeid                      |
| Rachel Kennedy     | Mirena's dienstmeid                      |
| Louise Parker      | Mirena's dienstmeid                      |
| Samantha Barks     | Baba Jaga (onvermeld, scènes verwijderd) |

## Ontvangst
Dracula Untold werd ontvangen met gemengde reacties. Op filmsite Rotten Tomatoes had hij na 134 recensies van critici een score van 24% en na 49.536 beoordelingen van het publiek een score van 58%. De filmde scoorde op IMDb na 171.007 beoordelingen een gemiddelde van 6,3.